# Kreis Greifenberg

Lage in der Provinz Pommern in den Grenzen von 1945

Der Kreis Greifenberg, zuletzt auch Kreis Greifenberg i. Pom.genannt, war ein preußischer Landkreis in Hinterpommern. Nach dem Zweiten Weltkrieg wurde das Gebiet im Sommer 1945 gemäß dem Potsdamer Abkommen unter polnische Verwaltung gestellt.  Das Kreisgebiet liegt heute in der Woiwodschaft Westpommern.

## Geographische Lage
Das 785 Quadratkilometer große Kreisgebiet lag im Zentrum der Provinz Pommern an der Ostseeküste und dehnte sich bis zu 35 Kilometer nach Süden aus. Durch das Kreisgebiet fließt die Rega, die nördlich von Treptow in die Ostsee mündet. Die Rega war im Mittelalter eine bedeutende Wasserstraße, die für die Wirtschaft des Kreisgebiets große Bedeutung hatte. In der Gegend dominieren Wiesen- und Heidelandschaften, und sie weist nur wenige Wälder auf. Heute liegt das ehemalige Kreisgebiet im Nordwesten der polnischen Woiwodschaft Westpommern.

## Geschichte

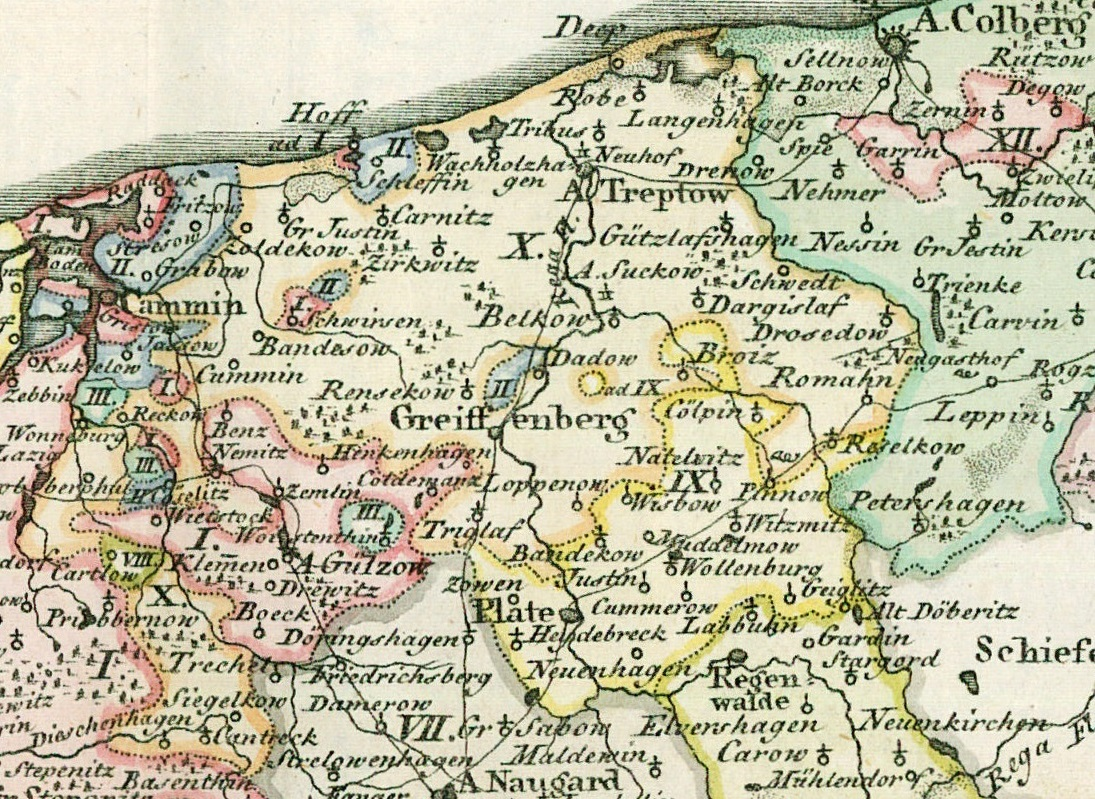
Der Kreis Greifenberg (X.) im 18. Jahrhundert

Das Kreisgebiet von 1818 bis 1945

Als im 12. Jahrhundert das Herzogtum Pommern entstand, lag das Gebiet des späteren Kreises Greifenberg im Herrschaftsbereich des Herzogs Wartislaw I. aus dem Geschlecht der Greifen. Zur Zeit der pommerschen Stadtgründungen Mitte des 13. Jahrhunderts waren die Nachfahren Bogislaw I. Herren dieses Landstrichs, so gründete Herzog Wartislaw III. von Demmin 1262 die spätere Kreisstadt Greifenberg. Nach dem Erlöschen des Greifengeschlechts 1637 fielen die ostpommerschen Gebiete an Brandenburg-Preußen, das eine neue Kreiseinteilung vornahm, bei der auch der Greifenberger Kreis gebildet wurde. Zum Kreis, dessen Gebiet aufgrund der adligen Besitzverhältnisse stark zersplittert war, gehörten die Städte Greifenberg und Treptow an der Rega, die königlichen Ämter Suckow, Sulzhorst und Treptow sowie eine größere Anzahl von adligen Dörfern und Gütern.
Seit 1816 gehörte der Kreis zum Regierungsbezirk Stettin der Provinz Pommern. Durch die Kreisreform zum 1. Januar 1818 im Regierungsbezirk Stettin wurde das Kreisgebiet arrondiert. Dabei gab der Kreis Greifenberg 69 Dörfer an den Kreis Cammin und 29 Dörfer an den Kreis Fürstenthum ab. In den Kreis Greifenberg wechselten dreizehn Dörfer aus dem Kreis Cammin und drei Dörfer aus dem Ostenschen Kreis. Die Stadt Greifenberg wurde zur Kreisstadt ernannt.
Der Kreis Greifenberg umfasste 1871 die Städte Greifenberg und Treptow an der Rega, 85 Landgemeinden und 53 Gutsbezirke. Zum 30. September 1928 fand im Kreis wie im übrigen Preußen eine Gebietsreform statt, bei der fast alle Gutsbezirke aufgelöst und benachbarten Landgemeinden zugeteilt wurden. 1939 wurde der Landkreis aus dem Regierungsbezirk Stettin in den Regierungsbezirk Köslin der Provinz Pommern umgegliedert.
Zum Kreis gehörten 1939 die beiden Städte Greifenberg mit 10.800 Einwohnern und Treptow an der Rega mit 10.900 Einwohnern, 80 weitere Gemeinden und zwei gemeindefreie Gutsbezirke. Die Gesamtbevölkerung des Kreises betrug bei der Volkszählung von 1939 47.891. Das Kreisgebiet war hauptsächlich landwirtschaftlich geprägt, daher arbeiteten vor dem Zweiten Weltkrieg fast 60 Prozent der Erwerbstätigen in der Land- und Forstwirtschaft. Neben den Industriebetrieben nahm die Küstenfischerei einen bedeutenden Anteil ein, und mit den Ostseebädern Rewal und Horst wurden auch durch den Tourismus etliche Arbeitsplätze geschaffen.
Die Bevölkerung des hauptsächlich von der Landwirtschaft geprägten Kreisgebiets war politisch im Allgemeinen konservativ eingestellt, wie auch größtenteils die übrige Bevölkerung Hinterpommerns und anderer ländlicher Wohngebiete Deutschlands. Bei der Abstimmung der Reichstagswahl 1933, die allerdings von der NS-Propaganda beeinflusst war, entfielen auf die einzelnen Parteien folgende Stimmenanteile: NSDAP 64 %, Deutschnationale 20 %, SPD 11 %, KPD 3 % und andere 2 %. Die beiden linken Parteien SPD und KPD erhielten zusammen 14 %, während es deutschlandweit 31 % waren.
Im Frühjahr 1945 wurde das Kreisgebiet durch die Rote Armee besetzt und nach Kriegsende im Sommer 1945 von der sowjetischen Besatzungsmacht gemäß dem Potsdamer Abkommen wie ganz Hinterpommern unter polnische Verwaltung gestellt. In der Folgezeit wurden die allermeisten Bewohner des Kreisgebiets von den örtlichen polnischen Verwaltungsbehörden vertrieben.
In der Woiwodschaft Westpommern  besteht heute in anderen Grenzen der Powiat Gryficki.

## Einwohnerentwicklung
| Jahr | Einwohner | Quelle |
| ---- | --------- | ------ |
| 1797 | 25.795    | [ 8 ]  |
| 1846 | 34.427    | [ 9 ]  |
| 1871 | 37.391    | [ 6 ]  |
| 1890 | 35.039    | [ 10 ] |
| 1900 | 37.483    | [ 10 ] |
| 1910 | 41.152    | [ 10 ] |
| 1925 | 43.188 1  | [ 10 ] |
| 1933 | 43.794    | [ 10 ] |
| 1939 | 46.210    | [ 10 ] |

## Landräte
0000–173900Ernst Ludwig von Voigt
1739–179200George Ulrich von Lettow (1714–1792)
1792–179500Adam von Grape (1734–1795)
1795–180400Hans Georg Alexander Friedrich von Köller (1752–1820)
1805–000000Johann Wilhelm Christoph Steobanus von Wriechen (1755–1821)
1818–185300Heinrich von der Marwitz
1855–000000Hermann von der Marwitz (1814–1885)
0000–188300Carl von Woedtke (1824–1901)
1883–189400Reinhold von Woedtke (1828–1898)
1894–192300Adolf Gerhard Ludwig von Thadden (1858–1932)
1924–194500Hans Heinrich von Holstein (1888–1978)

## Amtsbezirke, Städte und Gemeinden

### Amtsbezirke
Die Landgemeinden des Kreises waren in den 1930er Jahren in 18 Amtsbezirke gegliedert. Die Städte des Kreises waren amtsfrei.
- Amtsbezirk Dummadel
- Amtsbezirk Gummin
- Amtsbezirk Gützlaffshagen
- Amtsbezirk Hagenow
- Amtsbezirk Hoff
- Amtsbezirk Karnitz
- Amtsbezirk Kirchhagen
- Amtsbezirk Koldemanz
- Amtsbezirk Molstow
- Amtsbezirk Neuhof
- Amtsbezirk Parpart
- Amtsbezirk Ribbekardt
- Amtsbezirk Rottnow
- Amtsbezirk Sellin
- Amtsbezirk Trieglaff
- Amtsbezirk Woedtke
- Amtsbezirk Zedlin
- Amtsbezirk Zimdarse

### Städte und Gemeinden 1945
1945 gab es im Kreis Greifenberg zwei Städte, 80 Landgemeinden und einen gemeindefreien Gutsbezirk:

#### Städte
- Greifenberg i. Pom.
- Treptow an der Rega

#### Landgemeinden
- Arnsberg
- Barckow
- Batzwitz
- Behlkow
- Borntin
- Broitz
- Dadow
- Dargislaff
- Darsow
- Deep
- Deutsch Pribbernow
- Dresow
- Dummadel
- Eiersberg
- Glansee
- Görke
- Grandshagen
- Groß Zapplin
- Gummin
- Gumminshof
- Gumtow
- Gützelfitz
- Gützlaffshagen
- Hagenow
- Hoff
- Hohen Drosedow
- Holm
- Horst (Seebad)
- Jatzel
- Kamp-Wustrow
- Karnitz
- Kirchhagen oder Wachholzhagen
- Klein Zapplin
- Klätkow
- Koldemanz
- Kukahn
- Langenhagen
- Lensin
- Lewetzow
- Loppnow
- Lübsow
- Medewitz
- Mittelhagen
- Muddelmow
- Ninikow
- Parpart
- Prust
- Pustchow
- Rensekow
- Rensin
- Rewahl
- Ribbekardt
- Robe
- Rottnow
- Rütznow
- Schellin
- Schleffin
- Schmalentin
- Schruptow
- Schwessow
- Sellin
- Streckentin
- Tressin
- Triebs
- Trieglaff
- Vockenhagen
- Voigtshagen
- Völschenhagen
- Wangerin
- Wendisch Pribbernow
- Wittenfelde
- Woedtke
- Zamow
- Zarben
- Zedlin
- Zimdarse
- Zirkwitz
- Zitzmar

#### Gemeindefreier Gutsbezirk
- Heeresgutsbezirk Neuhof, zum 1. Juli 1941 durch Zusammenschluss des Gutsbezirks Remonteamt Neuhof und des Gutsbezirks Remonteamt Sukowshof gebildet[12]

### Aufgelöste Gemeinden
- Belbuck, am 1. Oktober 1937 teilweise zum Remonteamt Neuhof und zur Stadt Treptow
- Groß Horst und Klein Horst, 1936/37 zur Gemeinde Horst (Seebad) zusammengeschlossen
- Johannisthal, ca. 1929 zu Dresow
- Klein Moitzow, ca. 1929 zu Zirkwitz
- Küssin, ca. 1929 zu Gützelfitz
- Völzin, ca. 1929 zu Ribbekardt
- Zicker, ca. 1929 zu Rütznow

## Verkehrsnetz
Der Kreis Greifenberg wurde erst 1882 durch die Altdamm-Colberger Eisenbahn-Gesellschaft an das preußische Eisenbahnnetz angeschlossen >111.d<. Die Preußische Staatsbahn erbaute 1906 lediglich die Verbindung von Treptow nach Cammin parallel zur Küste >111.f<.
In der Zwischenzeit hatten die Greifenberger Kleinbahnen AG, an denen der Kreis und die Städte Greifenberg und Treptow beteiligt waren, ein Netz von Schmalspurbahnen in Betrieb genommen, das im Kreisgebiet rund 115 km und im Nachbarkreis Cammin weitere 50 km umfasste. Die Spurweite betrug anfangs 750 mm, seit 1901 aber 1000 mm.
Der Bau begann 1896 mit der Strecke von Greifenberg über Karnitz zum Seebad Horst >113.n<; 1898 folgte die Linie von Greifenberg nach Dargislaff im Osten des Kreises >113.p<. Die Verbindung nach Gülzow im Nachbarkreis kam 1901 dazu >113.q<. Anschließend wurde die Stadt Treptow zum Ausgangspunkt von drei Linien: 1907 nach Dargislaff >113.p<, 1912 nach Deep an der Ostsee >113.o< und 1913 nach Horst Seebad >113.n<.
In Dummadel zweigte seit 1899 eine Strecke der Kolberger Kleinbahn AG nach Mühlenbruch ab >113.p²<. Anfang 1940 wurde das Kleinbahnnetz in die Pommersche Landesbahnen eingegliedert.
(Die Zahlen in >< beziehen sich auf das Deutsche Kursbuch 1939).